# Schildersdorp
Een schildersdorp was een dorp waar veel kunstenaars op enig moment naar toe trokken (meestal schilders) en daar tegelijkertijd voor kortere of langere tijd woonden/werkten. Ook landelijk bekende kunstenaars deden dat. Het dorp en zijn omgeving vormden belangrijke thema’s in het geproduceerde werk, en er was soms ook sprake van stijlovereenkomsten tussen de in een schildersdorp gevestigde kunstenaars.

## Ontstaan
In de tweede helft van de 19e eeuw ontstonden er op verschillende plaatsen in Europa concentraties van beeldende kunstenaars. Vaak werden geïsoleerd gelegen plaatsen gekozen om in afwijking van de heersende artistieke normen te experimenteren met nieuwe uitdrukkingsvormen. In de snel industrialiserende samenleving van de 19e eeuw vormden kleine plattelandskernen in een aantrekkelijke omgeving ideale plaatsen om afstand te nemen van de drukte van alledag. De kunstenaars zochten in de ongerepte natuur of de lokale bevolking inspiratie voor hun werk. 
Het klassieke voorbeeld van een schildersdorp is het Franse Barbizon, gelegen aan de rand van de bossen van Fontainebleau. Vincent van Gogh schreef over Barbizon: ‘Die daar oorspronkelijk begonnen, toen ze er kwamen, lang niet allen waren uiterlijk wat ze au fond wel waren. Het land vormde hen, zij wisten alleen: in de stad deugt het niet, ik moet naar buiten; zij dachten, stel ik me voor, ik moet werken leeren, iets heel anders, ja tegenovergestelds worden van wat ik nu ben. Zij zeiden: nu deug ik niet, ik ga mij vernieuwen in de natuur’ (Sillevis, 1985/86, 7.).
Soms is de verbondenheid van de kunstenaars en de stijlverwantschap zo groot, dat men spreekt van een kunstenaarskolonie. Strikt genomen veronderstelt een kunstenaarskolonie een zekere mate van geslotenheid ten opzichte van de omgeving. Daarom is er eigenlijk in Nederland geen sprake geweest van kunstenaarskolonies, wel van schildersdorpen.

## Nederlandse schildersdorpen

### Bergen
Bergen in Noord-Holland was een van de broedplaatsen van het Nederlandse expressionisme. De in deze stijl werkende schilders uit de periode 1910-1930 worden gerekend tot de Bergense School.
Al in de 18e eeuw was de bosrijke omgeving van ‘Rampenbosch’ en ‘Het Hof’ een dankbaar onderwerp voor topografische tekenaars. In het begin van de 20e eeuw werd Bergen aantrekkelijk als toeristische bestemming en bovendien kwam het dorp in trek als woonplaats. In 1907 vestigden schilders als Etha Fles en Dirk Smorenberg zich in Bergen en na 1910 kwam de stroom van schilders en letterkundigen goed op gang. Herman Gorter en Henriëtte Roland Holst gingen er wonen, later ook Adriaan Roland Holst, die in 1970 tot ereburger van Bergen werd benoemd. Arnout Colnot en Dirk Filarski kwamen in 1910 gevolgd door Leo Gestel in 1912 en Matthieu Wiegman en Piet Wiegman in 1913. Nog iets later kwam Charley Toorop. Belangrijk was de komst van de verzamelaar Piet Boendermaker in 1917. Hij kocht in 1917 Huize De Klomp en breidde de villa uit met een zaaltje waar zijn groeiende verzameling van schilders van de Bergense School ondergebracht werd. In 1928 werd in de tuin van deze villa de Kunstzaal gebouwd. Momenteel is veel werk van de Bergense School te zien in het Museum Kranenburgh, dat op 29 april 1993 werd geopend, op initiatief van drie Bergense kunstenaars: Karel Colnot, David Kouwenaar en Kees den Tex.
Tussen 1916 en 1919 was in Bergen De Nieuwe Kring actief, een groep van kunstenaars en filosofen, die zich zorgen maakten over de maatschappelijke ontwikkeling. Erg bepalend voor de ideeën van De Nieuwe Kring waren de opvattingen van de literator Charles Wijnschenk Dom en de wiskundige (en latere benedictijn) Pieter Talma. Hun ideeën blijken uiteindelijk door de andere leden van dit gezelschap niet uitgevoerd te kunnen worden, waardoor De Nieuwe Kring uiteenviel. Schilders die tot deze kring behoorden waren Henri ten Holt, Jaap Weijand, Thé Lau en Matthieu Wiegman. Ook de beeldhouwer John Rädecker en de componist Jacob van Domselaer waren lid.
Met betrekking tot de bouwkunst moet het Park Meerwijk worden genoemd. Hier staan 17 villa’s gebouwd in de stijl van de Amsterdamse School. Het villapark, thans gedeeltelijk rijksmonument, was een initiatief van de tegelhandelaar Arnold Heystee. Het park werd in 1918 geopend.

### Domburg

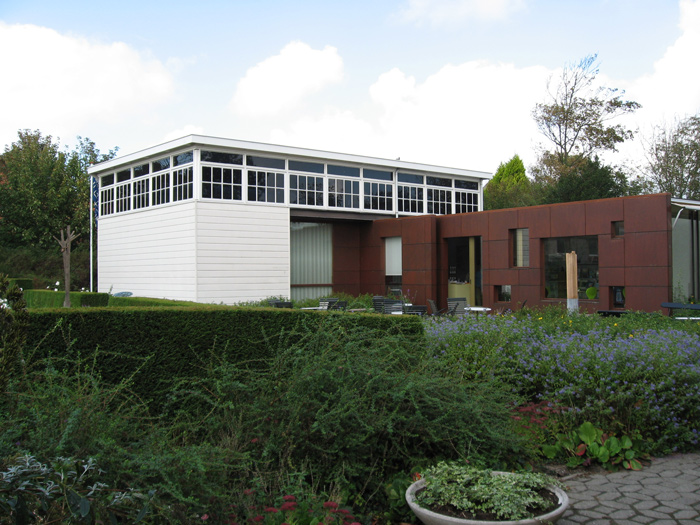
Het Marie Tak van Poortvliet museum in Domburg

Als schildersdorp kende Domburg zijn bloeiperiode tussen 1900 en 1920. Jan Toorop, die in die tijd werd gezien als een vernieuwer en op het toppunt van zijn roem was, woonde na 1903 vele zomers in Domburg. Hij werd al spoedig het middelpunt van een grote kring schilders en schrijvers. Tot de kring rondom Toorop behoorden: Lodewijk Schelfhout, Conrad Kickert, Henri Le Fauconnier, Jacoba van Heemskerck, Otto van Rees, Ferdinand Hart Nibbrig. Piet Mondriaan kwam in 1908 naar Domburg. Hij was zeer geïnteresseerd in de ideeënwereld van de theosofie onder andere te zien in zijn drieluik ‘Evolutie’ uit 1911. Vergelijkbare denkbeelden waren te vinden bij Jacoba van Heemskerck en haar vriendin Marie Tak van Poortvliet. Deze waren aanhangers van de antroposofische leer van Rudolf Steiner, waarin kleur een grote rol speelde.
Mies Elout-Drabbe was een leerlinge van Toorop. Haar atelier werd een trefpunt voor de Domburg bezoekende schilders en schrijvers (onder de laatsten Arthur van Schendel en Rik Roland Holst).
Domburg was tijdens de Eerste Wereldoorlog een toevluchtsoord voor uit België gevluchte kunstenaars. Onder hen Maurice Góth en Ada Góth-Löwith, die met hun dochter Sárika in augustus 1914 uit België waren gevlucht. Zowel Maurice als Ada Góth en Sárika Góth namen deel aan de bekende Domburgse tentoonstellingen in de periode 1911-1921. Het tentoonstellingsgebouwtje stond tegenover het Badpaviljoen en het deed dienst als expositieruimte voor de ‘Walchersche schilders’. Na zware stormen in de winter van 1921-22 werd het gesloopt. Een replica van het oude tentoonstellingszaaltje werd achter de Ooststraat gebouwd. Het dient sinds 1994 als onderkomen voor het Marie Tak van Poortvliet Museum.

### Katwijk
De bedrijvigheid op het Katwijkse strand heeft al sinds de 17de eeuw aantrekkingskracht uitgeoefend op schilders. Onder meer Jan van Goyen, uit het naburige Leiden, maakte er schetsen op zijn tochten door Nederland. Voor zover nu bekend, zijn er in Katwijk meer dan 1100 kunstenaars aan het werk geweest, de meeste tussen 1870 en 1914. In een tweetal hotels vonden zij onderdak. Een aantal schilders liet aan de boulevard een huis bouwen. Naast Nederlandse schilders zoals Jan Toorop, Willy Sluiter en Jozef Israëls woonden en werkten er ook voor korte of langere tijd Duitse schilders als Hans von Bartels, German Grobe en Gerhard 'Morgenstjerne' Munthe en de Amerikanen Castle Keith en Mülerrt. Maar er waren er ook die afkomstig waren uit Engeland, België en Frankrijk en zelfs uit Japan. Zo ontstond de kunstenaarskolonie Katwijk. Verenigd in de 'Kunstvereeniging Katwijk' organiseerden zij in een gebouw aan de boulevard een aantal gezamenlijke tentoonstellingen. De Eerste Wereldoorlog en het langzaam aan verdwijnen van de bomschuiten op het strand maakte aan dit alles een eind. Veel schilderijen uit die tijd zijn ondergebracht in het Katwijks Museum. 

### Laren
Tussen 1880 en 1920 was Laren (inclusief het aangrenzende Blaricum) een geliefde woonplaats voor kunstenaars, filosofen en maatschappijhervormers. Men discussieerde er over alternatieven voor de kapitalistische samenleving, waardoor Laren een broedplaats voor allerlei maatschappijvernieuwende bewegingen kon worden. Opvallend was het samengaan van politiek engagement met kunst en cultuur. Bekend was de in 1899 tot stand gekomen Idealistische Kolonie van de Internationale Broederschap in Blaricum met als centrale figuur de Amsterdamse hoogleraar Jacob van Rees. Overigens is er niet steeds sprake geweest van sterke onderlinge contacten tussen schilders en maatschappijhervormers.
In Laren zijn meerdere generatie schilders actief geweest:
- 1870-1890 Jozef Israëls, Albert Neuhuys, Anton Mauve, Hein Kever, Evert Pieters, Wally Moes, Etha Fles en Arina Hugenholtz
- 1890-1910 Jan Veth, R.N. Roland Holst, Ferdinand Hart Nibbrig, Gijs Bosch Reitz, Antoon Derkinderen en Gust van de Wall Perné
- 1910-1930 Bart van der Leck, Jan Sluyters, Frits van den Berghe, Gustave de Smet, David Schulman, Gerbrand van Schagen en Herman Kruyder

In Laren woonden ook befaamde kunstverzamelaars zoals Pierre Alexandre Regnault en het echtpaar William en Anna Singer. Laatstgenoemden vestigden zich in 1901 in Laren en bouwden er hun villa De Wilde Zwanen, dat nu onderdeel is van Singer (Laren).

### Plasmolen
Er vestigden zich vanaf 1900 vele kunstenaars in de natuur rondom het dorp Plasmolen. Jacques van Mourik (1879-1971) was een van hen en zijn aanwezigheid deed in de jaren 1900-1940 meer kunstschilders besluiten zich in deze omgeving te vestigen. Van Mourik geldt dan ook als de nestor van schildersdorp de Plasmolen. Het was het enige kunstenaarsdorp dat in de provincie Limburg ontstond. Van een "Plasmolense School" is geen sprake omdat alle kunstenaars, hoewel de meesten de ongerepte natuur als inspiratiebron hadden, werkten in hun eigen stijl en volgens hun eigen voorkeuren.
Tot de belangrijkste vertegenwoordigers van de groep behoren naast Van Mourik: Dirk Ocker, Gerard Cox sr., Julius Brouwers, Leo Niehorster, Theo Deckers, Peter Job en Jopie van Kampen. Met de dood van Jacques van Mourik verdween de laatste vertegenwoordiger van de eerste kunstenaarsgroep. In 1992 is de Stichting Jacques van Mourik opgericht. De stichting beheert een collectie werken en een uitgebreide documentatie.

### Volendam
Een bijzondere situatie levert Volendam op. Toen het vissersdorp door de komst van een stoomtram bezoekers begon te trekken, waren onder hen veel kunstenaars. Leendert Spaander speelde daarop in door een hotel te openen met daarin atelierruimte. Hotel Spaander was decennia lang een culturele broedplaats, waar de klanten regelmatig betaalden met schilderijen, zodat er zich een collectie vormde.

## Belgische schildersdorpen

### Sint-Idesbald

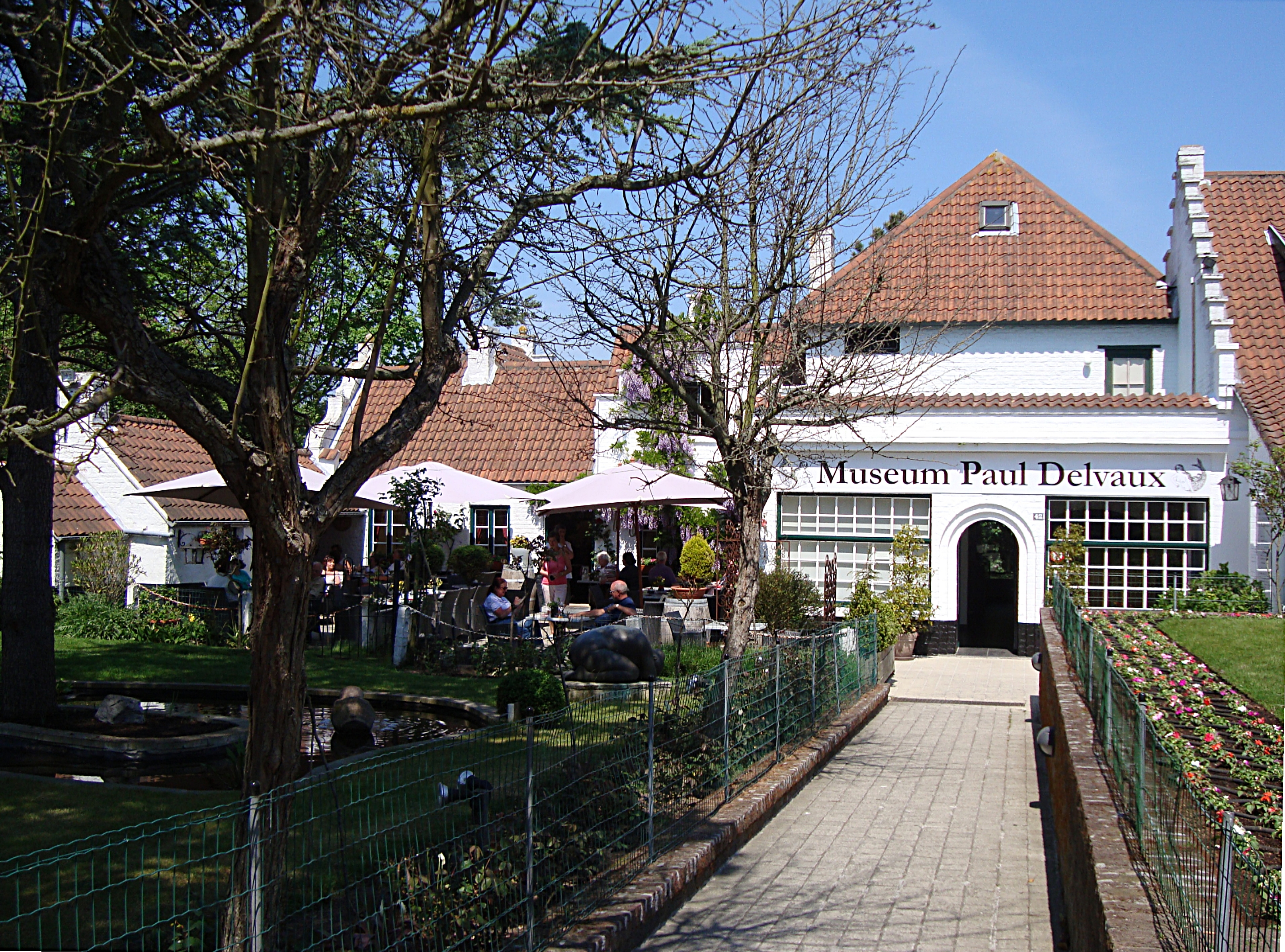
Het Delvauxmuseum in Sint-Idesbald

Rond 1900 ontstond in de West-Vlaamse kustgemeente Koksijde een nieuwe badplaats: Sint-Idesbald. Oorspronkelijk heette dit plaatsje Zeepanne-Baden, maar door de architecten en promotoren kreeg het zijn huidige naam aangemeten. Door de komst van beeldhouwer George Grard werd de start gegeven van de ontwikkeling van dit badplaatsje tot kunstenaarsoord. Al snel zouden namen als Paul Delvaux bij hem komen logeren en er later zijn eigen atelier bouwen. Deze laatste heeft hier trouwens nog altijd zijn museum: Het Paul Delvaux Museum, in het pittoreske Vlierhof. Op de gevel van het atelier van Grard schilderde Delvaux als oefening voor het casino van Oostende enkele zeemeerminnen, inmiddels verbleekt tot schimmen maar nog steeds te zien vanop de weg. In het atelier kwamen onder meer Edgar Tytgat en Constant Permeke langs, maar ook Pierre Caille, Eddy van Vliet en zo voort. Het George Grard museum dat zich voorheen in Gijverinkhove bevond zal zich tegen 2012 naar Sint Idesbald verplaatst hebben. Andere bekende Sint Idesbaldse kunstenaars zijn bijvoorbeeld Begga D'Haese (zij woonde hier geruime tijd met haar man Dr Herman Le Compte). Ook Herman Teirlinck had hier zijn buitenverblijf, een modernistische woning ontworpen door Victor Bourgeois. Schrijver Willem Elsschot bouwde hier zijn villa "Kerkepanne" en bracht hier vanaf 1928 tot aan zijn dood in 1960 zijn zomers door. Andere bekende inwoners zijn Jef Lambeaux, Paul Haesaerts, Taf Wallet, Julien Dillens, Fred Wallecan, Jan van Looy, Jan Poot en Walter Villain. Enkele gegidste wandelingen, georganiseerd door de Koksijdse cultuurdienst, passeren langs deze woningen. Zie ook School van Sint-Idesbald

### Sint-Martens-Latem

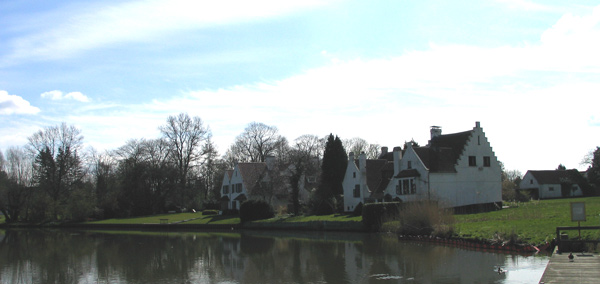
St. Martens-Latem in 2008

Rond 1850 waren twee Gentse kunstenaars actief in Parijs, waar ze in aanraking kwamen met de schilders van Barbizon. In de tweede helft van de 19e eeuw schilderden de broers Xavier De Cock en Cesar De Cock in de bosrijke omgeving van Sint-Martens-Latem. Hun grote bekendheid vormde het begin van de artistieke ontwikkeling van dit Vlaamse dorp. 
Vanaf ongeveer 1900 speelt het dorp langs de Leie een prominente rol in de (Vlaamse) kunstgeschiedenis. De nabijheid van Gent, waar veel van de Latemse schilders werden geboren en het heersende culturele klimaat bevorderen de ontwikkeling van Latem als schildersdorp. Aan het einde van de 19e eeuw was Gent een broedplaats van revolutionaire ideeën. De uitwassen van het industrieel kapitalisme en de bestaande sociale ongelijkheid prikkelden intellectuelen en kunstenaars tot verzet. Onder hen Karel van de Woestijne, George Minne en Valerius de Saedeleer. 

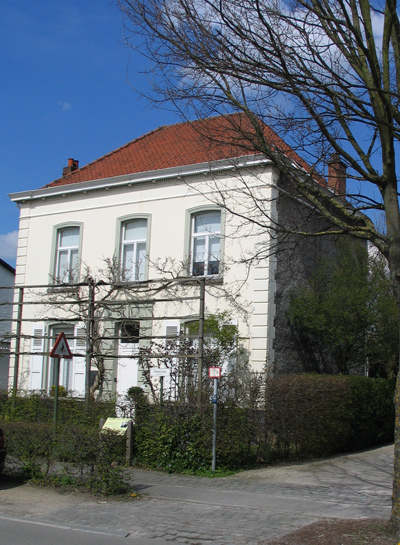
Woonhuis van Albijn van den Abeele, Latemstraat 12 in St. Martens-Latem

Het culturele klimaat in die periode werd beheerst door het symbolisme. Er werd grote betekenis toegekend aan de esthetiek en men zette zich af tegen de gevestigde burgerij waarvoor geld belangrijker was dan schoonheid. De artistieke voorhoede wilde daarom de stad ontvluchten en ruilen voor de eenzaamheid, ongereptheid en puurheid van het platteland.
Vanaf 1898-1899 vestigde zich aan de Leie-oevers de eerste Latemse kunstenaarskolonie. In 1898 was De Saedeleer naar Latem gekomen, een voorlopig eindpunt na een lange zwerftocht door Vlaanderen. Evenals de beeldhouwer Minne (vestigde zich in 1899) kreeg hij grote waardering voor de Vlaamse Primitieven (en daarmee voor het middeleeuwse ambacht). In de ontwikkeling van Latem als schildersdorp speelde de gemeentesecretaris Albijn van den Abeele een stimulerende rol. Hij was omstreeks 1875 zelf naar de natuur gaan schilderen en de grote betekenis die hij toekende aan de natuur was op zich een belangrijke inspiratiebron voor de eerste groep Latemse schilders. Het intellectuele middelpunt van deze groep was Karel van de Woestijne. Hij stichtte in 1902 de kunstkring ‘Open Wegen’. Men zette zich af tegen het pretentieloze impressionisme en het fauvisme. Gustave van de Woestijne verbleef van 1900 tot 1909 in Latem. Hij had een grote bewondering voor zijn broer Karel, de schrijver-dichter. Net als het oeuvre van Minne en De Saedeleer is zijn werk doordrenkt van spiritualiteit. In Latem grijpt Gustave van de Woestijne terug op de middeleeuwse en christelijke iconografie, niet ongewoon voor kunstenaars die beïnvloed werden door het symbolisme (zie het schilderij ’t Walleke te Wijnghene’ uit 1909). Tussen 1908 en 1914 is de boerenbevolking van de Leiestreek het hoofdthema in zijn werk.

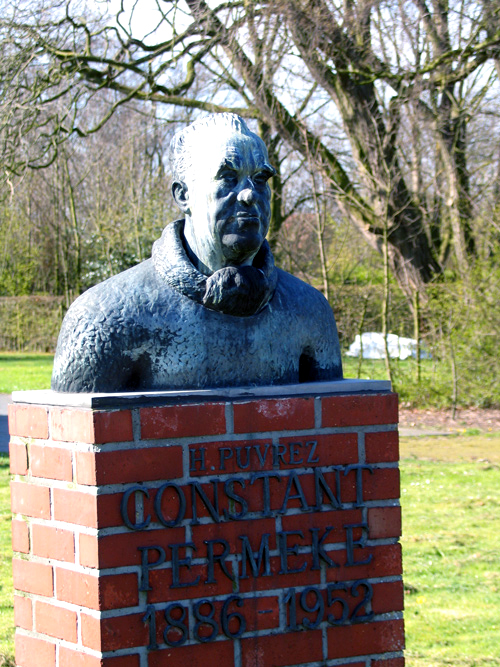
Borstbeeld van Constant Permeke in de tuin van zijn huis te Jabbeke

Naast de religieus geïnspireerde groep rond Karel van de Woestijne, werkten ook leerlingen van de impressionist Emile Claus in de Leiestreek. Onder hen Anna de Weert en Jenny Montigny.
Vanaf 1905 begint de tweede fase in de ontwikkeling van Latem als schildersdorp met de komst van een nieuwe groep kunstenaars. Tot hen behoren Albert Servaes, Frits van den Berghe, Leon de Smet, Gustave de Smet, Constant Permeke en Maurice Sys. Ook de tweede groep had zijn wortels in Gent, met uitzondering van Permeke was Gent hun geboorteplaats. Men trok naar Latem om van het ongerepte landleven te genieten. Aanvankelijk werkten de meesten in de stijl van het luminisme naar het inspirerende voorbeeld van Emile Claus, die in het nabijgelegen Astene woonde.
Voor veel Vlaamse kunstenaars was de Eerste Wereldoorlog een periode van ballingschap. Gustave de Smet en Frits van den Berghe weken uit naar Nederland. Hun werk kwam onder directe invloed van het kubisme en expressionisme. Permeke had al voor 1914 de weg naar het expressionisme gevonden. In september 1922 keerden De Smet en Van den Berghe terug naar de omgeving van Latem. De derde fase van de Latemse school was begonnen. Permeke vestigde zich eveneens weer in de streek rond de Leie na zijn verblijf in het Engelse Devonshire. Hij ontwikkelde zich met zijn monumentale werk tot de dominante figuur van het Vlaamse expressionisme.

## Franse schildersdorpen

### Barbizon
Halverwege de 19e eeuw begon de bloeiperiode van Barbizon, toen een gehucht dat grensde aan de grote jachtterreinen van Fontainebleau. Tot de eerste schilders die er kwamen, behoren Claude Félix Théodore Caruelle d’Aligny en Jean Baptiste Camille Corot. Beide schilders, die elkaar hadden leren kennen tijdens studiereizen in Italië, kwamen rond 1828 naar Barbizon. In Italië hadden het landschap als thema leren waarderen en de omgeving van Barbizon bood hen voldoende mogelijkheden om te experimenteren met hun nieuwe inzichten.
Barbizon werd belangrijk voor de ontwikkelingen in de schilderkunst, omdat men daar het landschap anders ging benaderen. Men keerde zich tegen de opvatting van het landschap als drager van mythische symbolen of historische verhalen. Ervoor in de plaats kwam een meer realistische weergave. Natuur en landschap werden op zich waardevol als object.
Théodore Rousseau kwam voor het eerst in 1829 naar Barbizon. In 1847 vestigde hij zich in het dorp. Zijn huis werd een ontmoetingspunt voor schilders van de School van Barbizon. Omdat de aanduiding School van Barbizon eerst achteraf door kunstcritici aan de in Barbizon werkende schilders is gegeven, is er altijd onduidelijkheid geweest over wie nu tot de School van Barbizon gerekend moet worden en wie niet. Zelfs of er wel gesproken kan worden van een ‘school’ is onderwerp van discussie. In de tentoonstellingscatalogus ‘Barbizon au temps de J.-F. Millet’ van 1975 werden zestig schilders vermeld, waaronder ook buitenlanders (Sillevis, 1985/86, p. 49). In ieder geval worden de volgende schilders tot de kerngroep van Barbizon gerekend: Jean Baptiste Camille Corot, Théodore Rousseau, Jean François Millet, Jules Dupré, Charles-François Daubigny, Narcisse Diaz, Constant Troyon en Charles Jacque.

### Céret

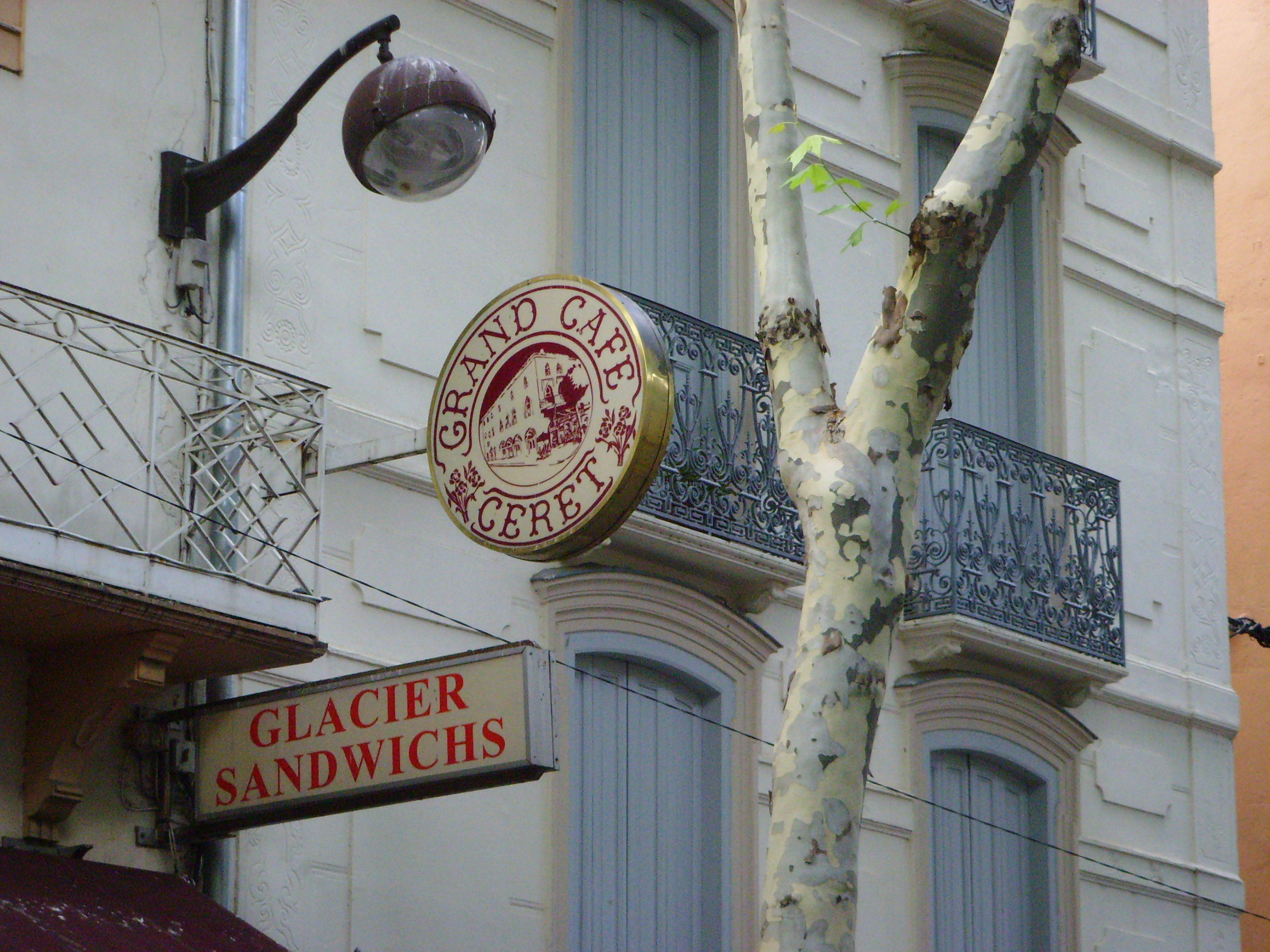
Grand Café in Céret, het trefpunt van kunstenaars in de eerste helft van de 20e eeuw

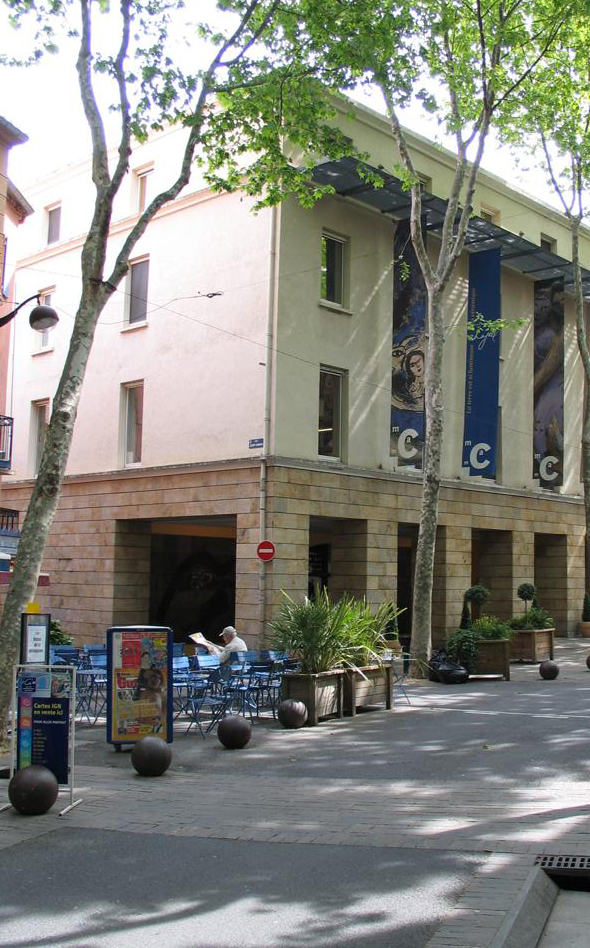
Musée d'art moderne de Céret

Céret, een kleine stad met een oude stadskern, is de hoofdplaats van Vallespir (het dal van de Tech). In het begin van de 20e eeuw, was het de plaats waar het kubisme belangrijke impulsen kreeg. 
In 1910 kwamen drie kunstenaars naar Céret. Het waren Manuel Martinez Hugué, bekend als Manolo, Déodat de Séverac en Frank Burty Haviland. Manolo, een Catalaanse beeldhouwer, bleef er 15 jaar wonen, de componist Séverac bleef tot zijn dood in 1921 in Céret en de schilder Haviland bleef er (met onderbrekingen) wonen tot zijn overlijden in 1971. Deze drie kunstenaars, met ieder een omvangrijk netwerk, maakten Céret tot een attractief kunstenaarscentrum. Pablo Picasso, Georges Braque, Juan Gris, Aristide Maillol, Auguste Herbin, Max Jacob en Francis Picabia verbleven korte of lange tijd in Céret.
De criticus André Salmon kwalificeerde Céret als het ‘mekka van het kubisme’. Dat is vooral te danken aan het werk van Picasso en Braque. Hun reeds bestaande samenwerking werd in Céret voortgezet en intenser. Beiden ontwikkelden er het synthetisch kubisme als reactie op het analytisch kubisme. Belangrijk in die ontwikkeling waren de door Picasso en Braque vervaardigde ‘papiers collés’ en collages. In het analytisch kubisme was de relatie met de werkelijkheid op de achtergrond geraakt ten gunste van het spel met geometrische vormen. De experimenten met ‘papiers collés’ brachten de materie direct op het platte vlak van het schildersdoek. Eerst werden typografische elementen gebruikt maar al gauw ook delen van kranten, juten zakken, etiketten, zand of glas. De intense samenwerking tussen Picasso en Braque is terug te zien in hun artistieke productie. Zo ontstonden in augustus 1911 de ‘Man met gitaar’ van Braque en de ‘Accordeonist’ van Picasso met sterke stijlovereenkomsten. Beide gebruikte het karakteristieke gotische lettertype van de lokale krant l’Indépendant zoals te zien in Picasso’s ‘Stilleven met Fan’ en de ‘Kandelaar’ van Braque.
Juan Gris, Auguste Herbin en Max Jacob bezochten Picasso in Céret in 1913. Picasso had de benedenverdieping van ‘Maison Delcros’ gehuurd. Dit grote huis, midden in een park, werd een plaats waar de kubisten hun ideeën ontwikkelden. Herbin realiseerde tijdens dit verblijf een serie kubistische landschappen met de omgeving van Céret als onderwerp.
Pierre Brune heeft een grote rol gespeeld in de culturele ontwikkeling van Céret. Hij liet een atelierwoning bouwen waar hij regelmatig zijn collega’s uit Parijs en Centraal-Europa kon ontvangen en laten werken. Onder hen waren Pinchas Krémègne en Chaïm Soutine. Soutine schilderde tussen 1919 en 1922 zijn befaamde Céret-landschappen, die hij bij zijn terugkeer in Parijs overigens voor een deel weer vernietigde. Krémègne verdeelde zijn leven als het ware tussen Céret en Parijs. Hij bouwde in 1960 in Céret een atelierwoning. Andere schilders die langere tijd in Céret verbleven zijn: André Lhote, René Carvillani, Joan Maragall en Jean Dubuffet. Tijdens de Tweede Wereldoorlog was Céret een toevluchtsoord voor onder andere Jean Cocteau, Marc Saint-Saëns, Raoul Dufy en Albert Marquet.
Pierre Brune stichtte in samenwerking met Haviland en de gemeente Céret in 1948 het ‘Musée d’art moderne’. Het museum kreeg bij de start schenkingen van Picasso (53 werken) en Braque (14 werken). In 1993 werd het museum uitgebreid en gemoderniseerd.
Salvador Dali bezocht Céret in 1965 op zijn eigen theatrale wijze om zijn huwelijk met Gala aan te kondigen.

### Collioure
Het begin van Collioure als kunstenaarscentrum ligt in mei 1905 met de komst van Henri Matisse. Waarschijnlijk koos Matisse voor dit vissersdorpje aan de voet van de Pyreneeën omdat zijn vrouw, afkomstig uit Toulouse, het gebied goed kende. Ongetwijfeld is ook de aanbeveling van Paul Signac, die er 18 jaar eerder al was geweest een verklaring voor Matisses keuze. De aanwezigheid van Matisse was voor andere schilders aantrekkelijk om naar Collioure te komen. Matisse werkte er intensief samen met André Derain. Collioure werd het startpunt van het fauvisme. Behalve Matisse en Derain werkten er Georges Braque, Othon Friesz, Pablo Picasso, Charles Rennie Mackintosh en Tsuguharu Fujita.

### Saint-Tropez

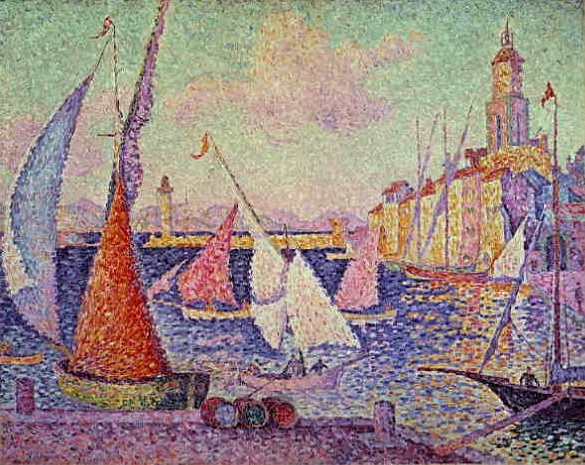
De haven van Saint-Tropez geschilderd door Paul Signac in 1899, olieverf op doek

In 1892 arriveerde Paul Signac met zijn zeiljacht l’Olympia in Saint-Tropez. Signac had al naam gemaakt als impressionistisch schilder. Bij de stichting van de Salon des Artistes Indépendants in 1884 had hij Georges Seurat ontmoet en kennisgemaakt met diens kleurtheorie. Signac werd een overtuigd aanhanger van het divisionisme en met deze ideeën arriveerde hij in Saint-Tropez. Hij huurde eerst enige jaren een huis bij de Plage des Graniers om in 1897 het huis ‘La Hune’ te kopen, dat al gauw het middelpunt werd voor avant-gardistische kunstenaars die voor het mediterrane licht naar het zuiden van Frankrijk trokken.
Vanaf 1892 werkten in Saint-Tropez behalve Signac ook Maximilien Luce, Théo van Rysselberghe en Henri-Edmond Cross in de stijl van het neo-impressionisme. Door de invloedrijke positie van Signac en zijn vernieuwingsdrang was het voor veel schilders aantrekkelijk naar Saint-Tropez te komen. Rond 1895 veranderden de opvattingen van Signac over het pointillisme. De penseelstreek werd vrijer en de starheid van het pointillisme werd verlaten.
Henri Matisse kwam in 1904 en discussieerde met Signac over de betekenis van kleur. Signac had zijn opvattingen over kleur neergelegd in ‘D’Eugène Delacroix au neo-impressionisme’ (1899), een invloedrijk boek. Matisse schilderde er zijn befaamde ‘Luxe, Calme et Volupté’, een sleutelwerk in zijn artistieke ontwikkeling en het laatste dat direct de invloed van Signac verried. Kort daarna gaf Matisse in Collioure het startsein voor het fauvisme. Henri Manguin vond in 1905 in Saint-Tropez onderdak in Villa Demière. Hij was er in de periode 1905-1920 regelmatig te vinden en nodigde dan collega’s uit te logeren. Onder hen Henri Lebasque en Pierre Bonnard. Francis Picabia kwam naar Saint-Tropez in 1909.
Na de Eerste Wereldoorlog verhuisde Paul Signac naar Antibes. Hij kwam daarna nog slechts zo nu en dan naar Saint-Tropez. Charles Camoin kocht in 1921 Villa Val Flor dat hij in 1925 weer verkocht aan Dunoyer de Segonzac. Ook Henri Manguin kocht een andere villa namelijk l’Oustalet. Na de Eerste Wereldoorlog zijn de schilders in Saint-Tropez niet meer betrokken bij grote vernieuwingen in de kunst. Men keerde terug naar een meer figuratieve en conventionele manier van schilderen. Onder hen: Marko Celebonovic, Henri Doucet, Abel Gerbaud, Joseph Pankiewicz, Carlos Reymond en Alexandre Urbain.
Vooral door de inspanningen van de industrieel Georges Grammont kon de voormalige kapel Notre Dame de l’Annonciade worden verbouwd tot een museum (het Musée de l’Annonciade). Schenkingen van kunstenaars die in Saint-Tropeze werkten, vormen de basis van de collectie.